# Veľký Lapáš

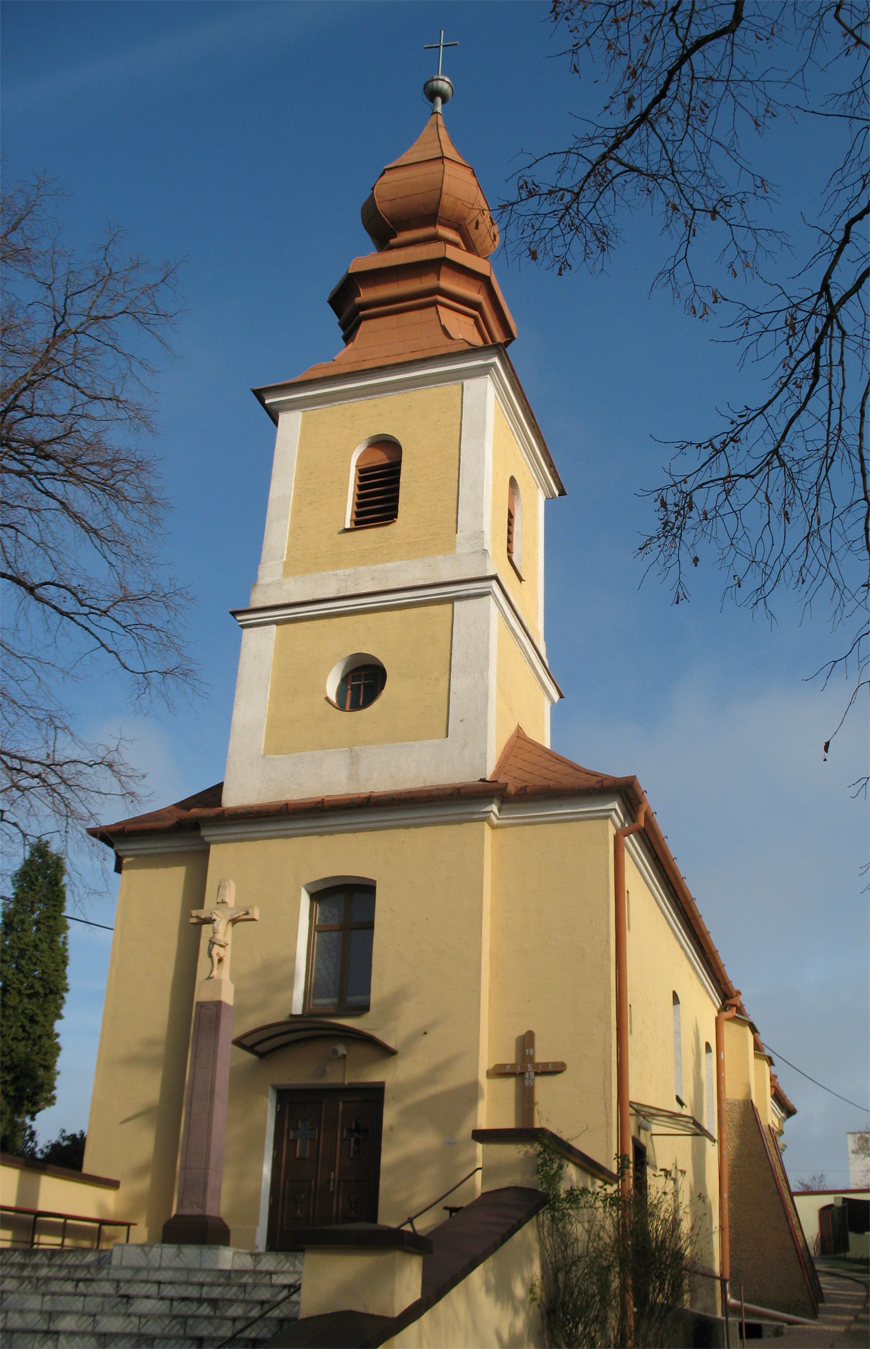
Kerk

Veľký Lapáš (Hongaars: Nagylapás) is een Slowaakse gemeente in de regio Nitra, en maakt deel uit van het district Nitra.
Veľký Lapáš telt 1.133 inwoners.